# Маке-маке
Стаття про божество Рапануйської міфології. Про карликову планету див. Макемаке.

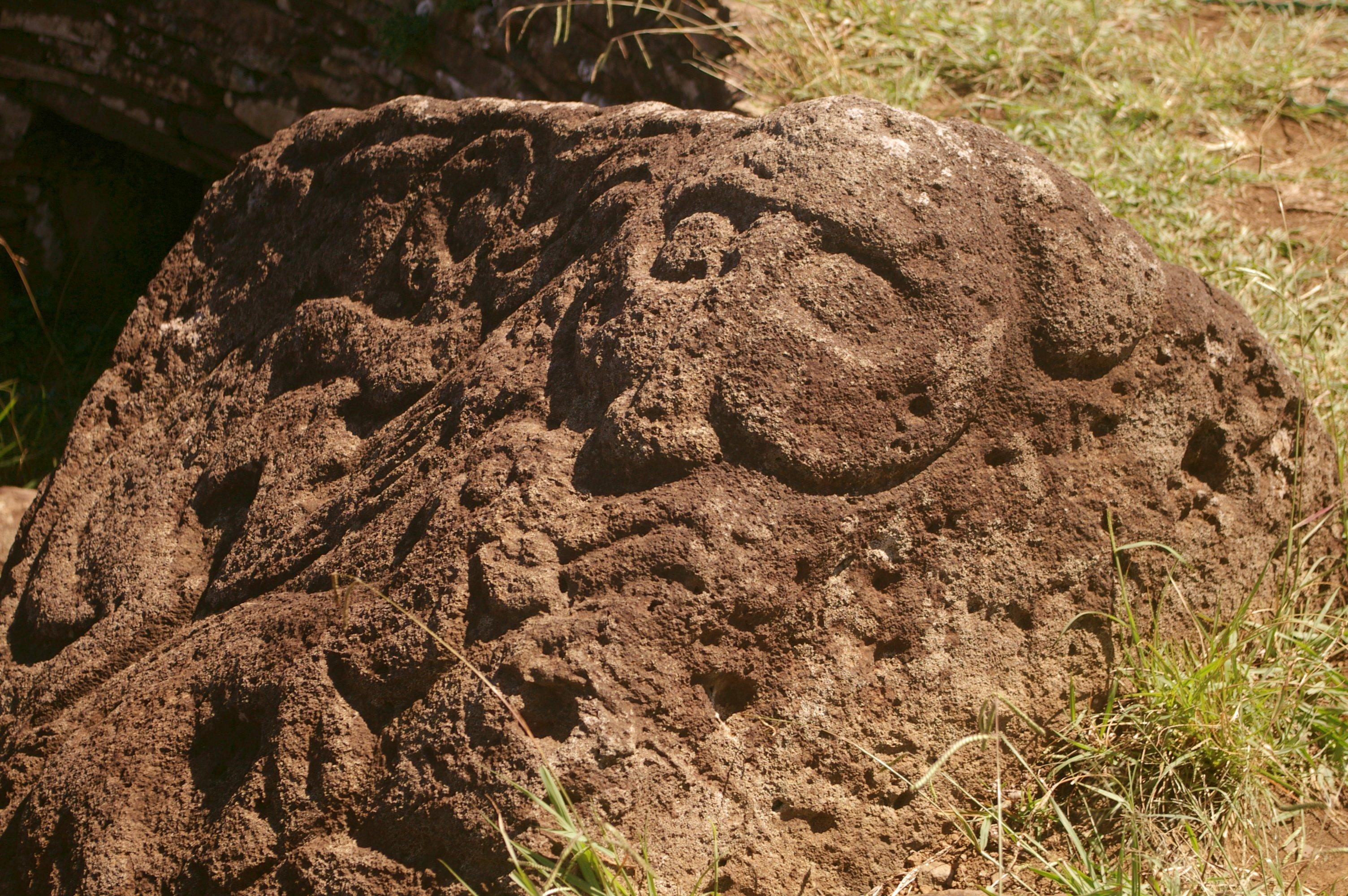
Зображення Маке-маке з двома людьми-птахами, висічене в червоному туфі

Маке-маке (англ. Make-make) — бог достатку в Рапануйській міфології. Згідно з уявленнями жителів острова Пасхи, створив людину. Був верховним божеством в культі «птахолюдини».
Виходячи з міфологічних уявлень стародавніх рапануйців, у Маке-маке була голова птиці. Щороку між представниками всіх кланів Рапа-Нуї проводилися змагання, в якому учасники повинні були доплисти до острівця  Моту-Нуї , і знайти першими яйце, відкладене чорною крячкою, або манутара (рап. manutara). Переможець ставав «птахолюдиною року» і наділявся строком на рік правом контролю над роздачею ресурсів, призначених для його клану. Ця традиція продовжувала існувати аж до появи на острові Пасхи перших християнських місіонерів.
Маке-маке уособлював природні сили і вважався творцем Всесвіту і людей. Діти Маке-маке:  Тіві ,  Рорау ,  Хова  і жінка  Арангі-коте-коте  .
На честь Маке-маке названа карликова планета.